# Lissoclinum punctatum
Lissoclinum punctatum är en sjöpungsart som beskrevs av Kott 1977. Lissoclinum punctatum ingår i släktet Lissoclinum och familjen Didemnidae. Inga underarter finns listade i Catalogue of Life.